# Predore
Predore (lombardul: Predùr) település Olaszországban, Lombardia régióban, Bergamo megyében. Lakosainak száma 1850 fő (2023. január 1.). Predore Viadanica, Vigolo, Iseo, Tavernola Bergamasca és Sarnico községekkel határos.

## Népesség
A település lakossága az elmúlt években az alábbi módon változott:
| Lakosok száma | 1843 | 1864 | 1850 |
|               | 2017 | 2018 | 2023 |